# Siegfried Köhler
Siegfried Köhler (ur. 6 października 1935 w Forst) – niemiecki kolarz torowy reprezentujący NRD, srebrny medalista olimpijski oraz brązowy medalista mistrzostw świata.

## Kariera
Największe sukcesy w karierze Siegfried Köhler osiągnął w 1960 roku, kiedy zdobył dwa medale na międzynarodowych imprezach. Najpierw zdobył brązowy medal w indywidualnym wyścigu na dochodzenie podczas mistrzostw świata w Lipsku, gdzie wyprzedzili go jedynie Francuz Marcel Delattre oraz Holender Henk Nijdam. Parę miesięcy później wspólnie z Peterem Gröningiem, Manfredem Klieme i Berndem Barlebenem zdobył srebrny medal w drużynie na igrzyskach olimpijskich w Rzymie. Cztery lata wcześniej wystąpił na igrzyskach olimpijskich w Melbourne, gdzie wraz z kolegami z reprezentacji odpadł w eliminacjach rywalizacji drużynowej. Ponadto Köhler łącznie 15 razy zdobywał złote medale torowych mistrzostw kraju.